# Kvívík
Kvívík [ˈkʰvʊivʊik] és un poble i municipi de l'illa de Streymoy, a les illes Fèroe. El municipi compta amb 5 localitats: Leynar, Skælingur, Stykkið, Válur i Kvívík, que exerceix de capital.
El poble va disposar d'una escola a partir del 1907. Els alumnes dels pobles de Kvívík, Stykkið i Skælingur hi van fins al 7è grau. Quan comencen al 8è grau se'n van a l'escola de Vestmanna. L'actual escola es va innaugurar el 22 d'agost de 1976. El 2010 es va construir un nou edifici per a un jardí d'infants polivalent, que va rebre el nom de Áarlon. Disposa d'aules per a nens de 0 a 8 anys.
El Vágartunnilin, el túnel submarí que connecta l'arxipèlag amb l'aeroport de Vágar, únic aeroport de les Fèroe, té una de les boques d'entrada a prop de Stykkið i Leynar.
Al poble hi ha un club de rem que ha guanyar diversos campionats feroesos tan en disciplina masculina com en femenina, el Kvívíkar Sóknar Róðrarfelag.

## Història

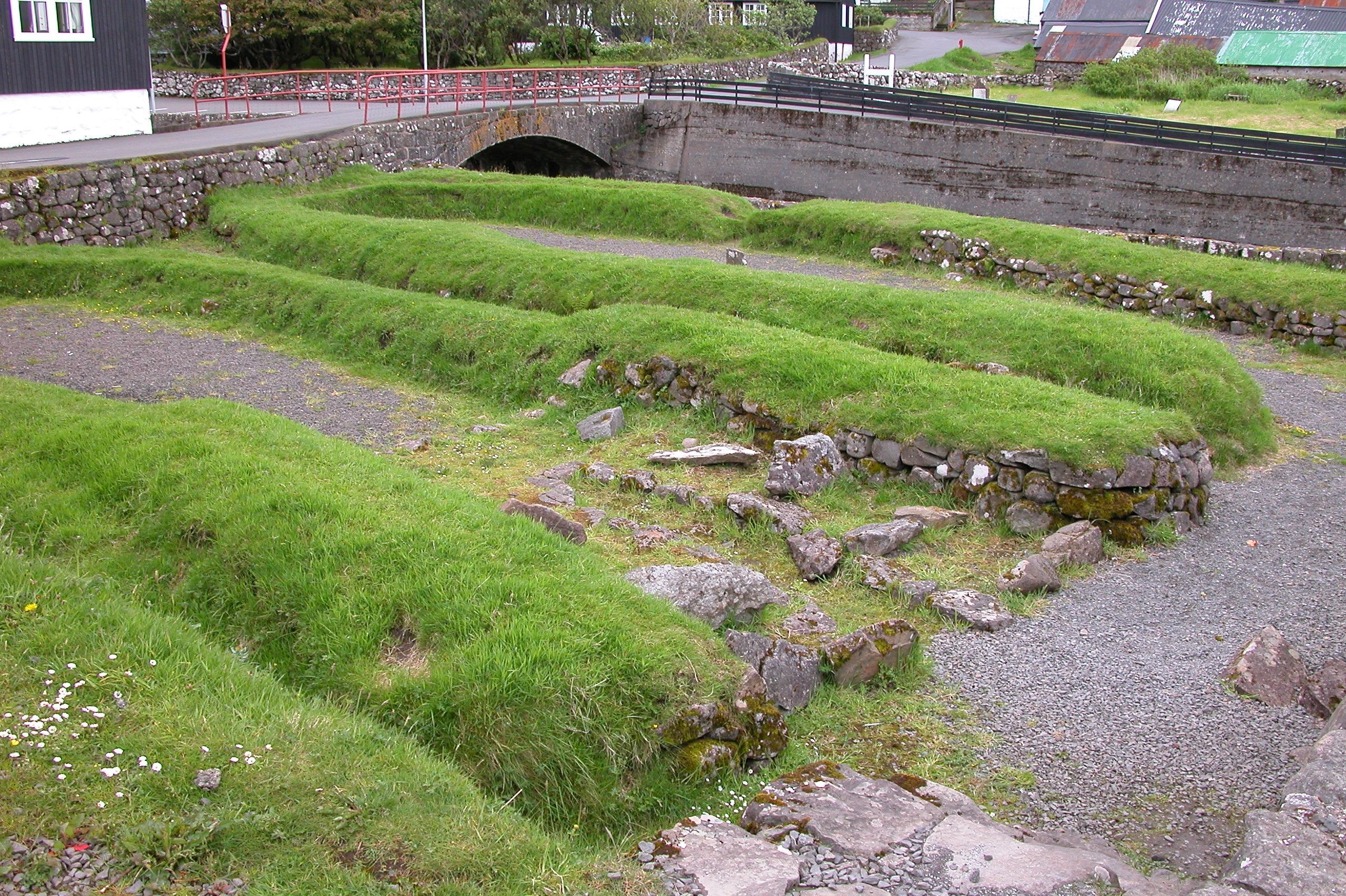
Restes arqueològiques vikingues a Kvívík.

No se sap amb seguretat la data de fundació de Kvívík, però sembla anterior a 1200. El descobriment de restes vikingues al poble, reforça aquesta possibilitat i indica que Kvívík és un dels assentaments més antics de les Illes Fèroe.
Actualment, els edificis més antics del poble daten del segle xviii.
A Kvívík hi ha una església i una casa pastoral. La primera església va ser construïda a meitat del segle xix, però l'actual és del 1903. Aquesta església es de fusta i pedra i va ser consagrada el 3 de desembre de 1903 per Fríðrikki Petersen, pastor a Nes, de l'illa d'Eysturoy. La casa pastoral també és del segle xix.

## Demografia
L'1 de gener de 2021 el poble de Kvívík tenia 403 habitants i el municipi sencer 627. D'aquests 627 habitants 292 eren dones i 335 homes.
| Localitat | Habitants |
| --------- | --------- |
| Kvívík    | 403       |
| Leynar    | 119       |
| Skælingur | 13        |
| Stykkið   | 41        |
| Válur     | 51        |
| TOTAL     | 627       |

## Fills il·lustres
- Joen Danielsen (1843-1926), poeta.[6]
- J. P. Gregoriussen (1845-1901), poeta.[7]